# 中北大區 (布基納法索)
中北大區（法語：Centre-Nord）是布基納法索十三個大區之一，位於該國中北部。面積19,829平方公里。2006年人口1,203,073人。首府卡亞。
本區下轄三省，即巴姆省、納門滕加省和桑馬滕加省。